# Riksdagsvalget i Sverige september 1914
Riksdagsvalget i Sverige september 1914 var et ekstra ordinær valg til den Sveriges Rigsdags Andra kammaren, der kom kun seks måneder efter det foregående valg. Valget blev afholdt den 25. september 1917.

## Valgresultat
| Parti                 | Parti                                     | Partiledere           | Stemmer          | Stemmer | Stemmer | Mandatfordeling | Mandatfordeling |
| Parti                 | Parti                                     | Partiledere           | Antal            | %       | +− %    | Antal           | +−              |
| --------------------- | ----------------------------------------- | --------------------- | ---------------- | ------- | ------- | --------------- | --------------- |
|                       | Allmänna valmansförbundet                 | Arvid Lindman         | 268 631          | 36,7    | −1,0    | 86              | +−0             |
|                       | Sveriges socialdemokratiska arbetareparti | Hjalmar Branting      | 266 133          | 36,4    | +6,3    | 87              | +14             |
|                       | Liberala samlingspartiet                  | Karl Staaff           | 196 493          | 26,9    | −5,3    | 57              | −14             |
|                       | Øvrige partier                            | —                     | 104              | 0,0     | —       | —               | —               |
| Antal gyldige stemmer | Antal gyldige stemmer                     | Antal gyldige stemmer | 731 361          | 100,0   |         | 230             |                 |
| Ugyldige stemmer      | Ugyldige stemmer                          | Ugyldige stemmer      | 4 124            |         |         |                 |                 |
| Totalt                | Totalt                                    | Totalt                | 735 485 (66,2 %) |         |         |                 |                 |

Ved valget var 1.111.767 personer stemmeberettiget.